# ترافیک (فیلم)
ترافیک (فرانسوی: Trafic‎) یک فیلم کمدی به کارگردانی ژاک تاتی است که در سال ۱۹۷۱ منتشر شد. از بازیگران آن می‌توان به ژاک تاتی، فرانکو رسل، و ماریا کیمبرلی اشاره کرد.